# ヴォイニッチホテル
『ヴォイニッチホテル』は、道満晴明による日本の漫画。『月刊ヤングチャンピオン烈』（秋田書店）において、Volume.03（2006年）から2015年No.4まで連載された。単行本は同社「ヤングチャンピオン烈コミックス」より全3巻。
南海の島に建つホテルを主な舞台とした、多くの個性的な登場人物たちによって織り成される人間ドラマである。南国のゆったりした雰囲気の中、直接的な残酷シーンは少ないものの、殺人や麻薬売買なども描かれている。死んだはずの人間が生き返って喋ったり、過去に死んだはずの死者が現れたりと、オカルトチックな光景も多い。

## 登場人物

### 主要人物
クズキ・タイゾウ
日本からブレフスキュ島に来訪し、ヴォイニッチホテルの805号室に宿泊している若い男性。皇竜会（こうりゅうかい）という組織で会計の仕事をしていた元・インテリヤクザで、何らかの事情で日本にいられなくなった。背中にコカトリスの刺青をしている。滞在から2週間程の間は、1着のカッターシャツを洗濯せずに着用し続けていた。巨乳派を自称するが、子供体型のエレナに徐々に惹かれ、やがて肉体関係を持つ。
エレナ
ヴォイニッチホテルの101号室に住み込みで働くメイド。外見は色黒で中学生ぐらいの小柄な少女。胸もお尻も平らだが、本人はその体型を誇りにしている。仕事は丁寧だが、自室はゴミだらけ。髑髏模様を気に入っている。趣味はオンラインゲーム。ヒノヒデシのマンガなど日本の文化に興味を抱いている。首、背中、両腕、両足首に刺青がある。実は右眼が義眼で、一時期その義眼を無くし眼帯をしたこともあったが、タイゾウから新しい義眼をプレゼントされた。タイゾウに好意を持ち、義眼をプレゼントされたことでそれをはっきりと自覚する。
その正体は、島に古来から生存する魔女「三人の母」（後述）の1人・ラクリマルム。姉2人と違い、その力は未だ健在である。人間に対しては不殺を心がけているが、タイゾウと結ばれた日には自分へのご褒美として後述の殺し屋の首をねじ切って殺害する。
ベルナが廃車置場で助けた黒猫の名も「エレナ」。名前の由来は「色が黒くて片目が潰れている」からというブラックなもの。ヴォイニッチホテルで飼われている。猫語が分かるエレナとベルナには言葉が通じる。
ベルナ
ヴォイニッチホテルで働くメイド。エレナと共に101号室に住んでいる。巨乳。体中に継ぎはぎされた傷がある。基本的に無表情で、真顔でクロい発言や性的な発言をすることもあるが、性格はとても優しく他人思い。携帯電話の着信音は、排泄行為を見られている女性の排泄音と喘ぎ声。趣味はカサブタはがし。探偵団にはリーダーからスカウトされる。
「三人の母」の1人・サスピリオルムが処刑された後、残されていた心臓をエレナがその他の材料と組み合わせて作った存在。

### ホテル宿泊客・関係者
クロサワアキラ
ホテルの804号室に宿泊している日本人。ホモ。世界殺し屋ランク4位の殺し屋。ライフル銃を使った長距離狙撃が得意。
初めて好きになった女性は後述のスナークという女性で、日本での用事が済み次第プロポーズするつもりだった。しかしホテルをチェックアウト後、日本へ出立する前にスナークに殺害される。その後、タイゾウを突き止めた間宮姉の元に幽霊として現れ、手を引くように忠告する。
ハラキ
ホテルの402号室に宿泊している日本人。メガネをかけた若い青年で漫画家。趣味はジターリング。エレナとカリエに好意を寄せていたが想いは実らず、カリエによって「メルチェロ」という麻薬の中毒にされる。
代表作は「爆裂魔法少女☆メルティちゃん」。アニメ化されるほど売れたものの、たびたび原稿を落とした結果、連載も打ち切られる。
意気消沈した上に禁断症状が出始めていたが、メルチェロ本人の幽霊から諭されたことで服用をやめる。
タマラ
髪をポニーテールにした浅黒い肌の女性。「メルチェロ」を島で密売して荒稼ぎしている。カリエやミーシャと共に303号室に宿泊し、部屋で「メルチェロ」の原料になる草を栽培している。島のギャングから依頼を受けたクロサワに射殺される。
カリエ
肩までの髪の女性。「メルチェロ」撲滅のため、合衆国から派遣されたDEA（麻薬取締局）の潜入捜査員。「メルチェロ」の快楽の虜になってしまい、任務のことはどうでもよくなっている。「メルチェロ」を吸いながら自慰にふけるのが好き。
ミーシャ
金髪の女性。「メルチェロ」密売グループの1人。タイゾウに興味を持つ。男を落とす際は薬物中毒にするのが常套手段。カリエとともにクロサワの狙撃から逃れ、無一文で逃走する。
カンドレイ=ウメダ
ヴォイニッチホテルの支配人。日系人で、常に覆面をかぶっている長身の男性。ホテルの経営が貧窮するなかでも戦災孤児に資金提供する慈善家。即興のエキシビジョンマッチで、チャック=ノリスの前歯をへし折ったという逸話（真偽は不明）がある。間宮姉に握手で右手を折られる。
エミリア
ヴォイニッチホテルの女性コック。巨乳。ネガティブで、何かあるとすぐに自殺を図るが、臆病なため実行に移せないでいる。また道連れを作ろうと料理に殺鼠剤を混ぜる画策をするも、エレナに臭いでバレる。オーナーに好意を抱いているが、その愛情表現はかなり歪んでいる。両親と弟を地雷で亡くした後、拒食症になっていた過去を持つ。料理はギシュランガイドに三つ星として紹介されるが、酷評されるシーンもある。
自称・面倒臭くない処女。
間宮（まみや）姉妹
姉妹の殺し屋。姉妹とも眼が黒く、白目が無い。世界殺し屋ランクの11位（クロサワの死後はさらにランクが上がる）。二人とも好戦的な性格で、仕事とは無関係な人間でも平然と殺す。ヴォイニッチホテル最上階のスイートに宿泊。タイゾウの殺害を依頼されて島に来た。
姉は長身で巨乳。拳銃使い。猫好きで、猫を可愛がるときは全裸になり、捕食を試みる。過去にホモと知らずクロサワに告白して振られた。タイゾウの居場所を突き止めるが、エレナの力で右腕の皮膚と筋肉を吹き飛ばされたうえに首をねじ切られ、その首は見せしめとしてホテルの屋上に晒される。
妹は外見も言動も幼いが21歳。ナイフを両手に持って戦う。姉よりは冷静で観察眼もある。甘党。デザートが気に入るとシェフを呼びつけて礼を言う。スナークとの戦闘で胴と両腕を一度に切断され瀕死となる。ベルナの手により接合され一命を取り留めるが、この際左右の手を間違えて繋がれる。腰にディケイドライバーに酷似したベルトを巻いている。
来栖 リカ（くるす リカ）
日本のアイドル。巨乳。撮影クルーとともにブレフスキュ島に訪れ、ヴォイニッチホテルに宿泊する。タイゾウが彼女のファンであり、エレナは嘔吐するほど嫉妬する。その様子を気遣ったベルナが、ホテルに潜む幽霊を使って彼女を脅かし、追い出した。
テネブラルム
「三人の母」の1人。スペイン軍の毒矢を受けて死亡し、ヴォイニッチホテルの建つ森に埋葬されていた。死後は正気を失い、ゾンビのような姿となって死臭と汚物をふりまきながらヴォイニッチホテルの地下ボイラー室に出没する。肌は褐色で、胸に肋骨が見えるほどの大きな傷がある。ハカセに告白されてから正気を取り戻し、ハカセの強い要望で探偵団の一員となる。魔女の力は残っているが制御できず、そばにいるハカセの体が治る一方、本人の体はもろくなっていく。キューティクルはほぼゼロ。

### 島民
リーダー
島に住む少年。探偵団のリーダー。顔に地雷によって出来た傷が残っている。日本企業が内紛発生直後に撤退したことから、日本人を嫌っている。島の警察の本部長の孫。
オイロケ
髪型をツインテールにした女の子。探偵団のメンバーで自称「お色気担当」。リーダーのことが好きで、過剰なほどの性的アピールしているが、空回りしている。
ハカセ
車椅子に乗ったメガネの少年。探偵団のメンバー。「三人の母」に関する知識が豊富。ホテルの地下室で遭遇したテネブラルムに愛の告白をし、正式にお付き合いを始める。テネブラルムと付き合い始めてから足が次第に動くようになり、やがて車椅子も杖も無しで自力で歩けるようになったほか、メガネも不要になる。
アリス
ウサギの被り物をした少女。探偵団のメンバー。他人と話すことができないが、被り物をすることで普通に人と接することができる。素顔は美少女である。スナークの妹。
フトッチョ
やや太めの少年。探偵団のメンバー。リーダーとの付き合いは長く、探偵団も2人が立ち上げたもの。早食いが得意で、収穫祭の早食い大会3連覇中。着用するシャツのデザインが独特。
スナーク
ゴスロリ風の服に身を包んだ若い女性。両腕は義手で、体が弱い。島で発生している残虐な殺人事件の犯人。普段はウェイトレスをしており、ケーキ作りの名人。悪魔と契約して3つの願いを叶えてもらうが、その代償として寿命が大幅に縮んでいる。3つ目の願いを使って、胸を巨乳にしてもらう。
ゼペス爺さん
金鉱跡に住んでいる変わり者の老人。直せぬものは無いといわれる伝説の2級ボイラー技士。ホテルの古いボイラーを修復した。左足が義足。晴天の日に7度落雷を受けたうわさがある。「メルチェロ」の中毒である。
オリガ
スナークによる殺人事件の捜査をしている女刑事。カバより上のパンチを放てる。手相占いによると、性欲のバケモノ。
キカイ田（キカイだ）
オリガの部下の新人刑事。外見は『ロボット刑事』の主人公、Kに酷似している。軍の開発部から出向の名目で警察に飛ばされたアンドロイド。IQ106で、4馬力（自称、カバにギリギリ負ける程度）。両手の指には指紋がある。凄惨な殺人現場を目撃して嘔吐するなど、人間臭い。下半身をキャタピラに換装した「陸戦仕様」にも変形できるが、移動する時に発する音がうるさい。人間味を増すために指先から体臭を発し、右手中指からはうまみ調味料が、左手薬指と右手親指からはニベアが出てくる。特殊なガスを発生して女性の生理を遅らせることも可能。チタン合金製という触れ込みだが、殴っただけで簡単にボディがへこむ。町内会に所属している。
捜査の足を引っ張ることもあるが、殺人犯（スナーク）の正体が両腕が義手の女であることを推理できる技量もある。
ピース
ポニーテールの女性で、かつての探偵団のメンバー。巨乳。リーダーらの5歳年上だったが、約3年前に地雷を踏んだリーダーをかばって下半身を失い死亡した。リーダーの初恋の相手。

### その他
アニキ
タイゾウの兄貴分。鼻に傷のある男性。背中にマンティコアの刺青をしている。カレーが大好物。物語開始時点で既に亡くなっているが、タイゾウの夢や回想シーンに登場する。
メルチェロ
数学者。メガネをかけた天才少女。かつてヴォイニッチホテルの402号室に宿泊中、「ハーメルンの方程式」を麻薬を服用した状態で解きかけるも、途中でオーバードースにより死亡し、この麻薬の名の由来となる。未だ成仏はしておらず、霊体となってハラキの前に現れ、この麻薬の服用を止めさせた。
アシュケロン
島に住む一本角の悪魔。シャツの胸元に悪魔の階級らしき三つ星をつけている。回り回って届いたエミリアの作った殺象剤（さっしょうざい：象をも殺す猛毒）入りのケーキを食べて地獄に堕ちた（もどった）。
ディモナ
三つの願いと引き換えにスナークと契約した女悪魔。二つ星。死者を蘇生することは出来ない。なんでも食べるらしい。
ホロン
二本角の悪魔。一つ星。カルピスを（原液のまま）好んで飲む。気まぐれな性格で、様々な噂を島に流したり超高層ホテルを建てたりする。エレナに襲撃され、完敗した後、ホテルを消し去ってヴォイニッチホテルのスイートに滞在し、エレナをこき使う。

## 作品の舞台・用語
ヴォイニッチホテル
ブレフスキュ島に建てられたホテル。ホテルが建つ場所は、かつて神聖な地とされた森で、誰も足を踏み入れることは無かったという。
ブレフスキュ島
太平洋南西に浮かぶ小さな島で、サンマリノ共和国についで小さな国。かつて、この島から産出する金を目当てに、スペイン軍に侵攻された。1846年にスペインから独立。熱帯気候。
放送しているのは、国営放送とアニメ専門チャンネルだけ。観光地だが、内乱やマフィアの横行により寂れている。内紛の影響で多くの日本企業が撤退しており、島民には義肢の者が多い。
ツエツエコウモンフグリアブ
ブレフスキュ島に生息するアブ。刺されると痒みから始まり、やがて高熱と幻覚症状に襲われる。すぐにムヒを塗らないと死亡の恐れもある。
三人の母
大昔にブレフスキュ島で崇められていた3人の魔女。ロシア出身だが、この島に流れ着いた。故郷ロシアには、お師匠様がいる。3人とも獣の頭蓋骨で作った仮面をかぶって顔を隠している。「メイター＝テネブラルム」など、それぞれの名の前に「メイター」と付けて呼ばれることもある。3万人のスペイン軍を相手に強大な魔力をもって勇猛に戦ったが、敗れる。魔女が消えた後も呪いは島に残り、死んだはずの人間がしばしば生者の前に現れる。
3人とも中国に渡って三蔵法師の弟子になったという異説も残っている。
テネブラルム
長女。「暗闇の母」と呼ばれている。25歳ほどで体の成長が止まる。スペイン軍の特殊な毒矢に射られて死亡。遺体は魔女の森に埋葬された。
サスピリオルム
次女。「嘆きの母」と呼ばれている。スペイン軍に捕らえられて斬首される。斬りおとされた後も首は喋り続け、スペインに持ち去られ「歌う魔女の首」と珍重された。死後も欧州でさまよっているらしい。口調は荒く、テネブラルムを「姉貴」ラクリマルムを「チビ」と呼ぶ。
ラクリマルム
三女。「涙の母」と呼ばれている。スペイン軍に右目を矢で撃たれた後、行方不明となる。テネブラルムを「大姉（おおねえ）様」サスピリオルムを「小姉（ちいねえ）様」と呼ぶ。お師匠様のことは好きではない様子。

サンヨリピーロランド (Sanyori Piroland)
島に建造された遊園地。20年前に日本の企業により作られたが、完成してすぐにブレフスキュが内紛状態になったため企業は撤退し、廃園となった遊園地だけが残された。誰もいないはずだが、たまに施設内のアトラクションが動いている。
ギルティちゃん
サンヨリピーロランドのマスコットキャラクター。ハローキティらしき猫の眼からニャッキらしき虫が飛び出ている。虫の方がギルティちゃんで、猫は名も無き宿主。日本でも大人気。

爆裂魔法少女☆メルティちゃん
ハラキが描いた漫画。テレビアニメ化もされた。ブレフスキュ島でもテレビアニメは放映されているが、日本では既に漫画もアニメも打ち切られている。
広崎 長子（ひろさき ながこ）
『爆裂魔法少女☆メルティちゃん』の主人公。12歳のおさげの女の子。右目には放射性標識、変身アイテムのブレスレットには原子核らしきデザインが施されている。「モタズ ツクラズ モチコマズッ」の掛け声とともに爆裂魔法少女メルティに変身する。決め台詞は「爆裂魔法少女メルティ、慰問!!」。
ピカドウ
長子の相棒のマスコットキャラクター。出っ歯で、瞳がドクロマークになっている。語尾は「バク」。

メルチェロ
麻薬の過剰摂取が原因で亡くなった科学者の名前から付けられた新種の麻薬。ブレフスキュ島では合法らしく、蔓延している。
探偵団
リーダーが率いる子供だけで構成される探偵団で、団員にはコードネームとバッジが与えられる。ホテルの従業員という理由からスカウトされたベルナが「メイド」というコードネームで例外的に入団した。リーダーのコネを活かして、殺人現場にも立ち入る。
真実のウサギ
スナークがディモナからもらったアイテム。ウサギの頭を模した被り物で、想いを言葉にできる他、かぶっていると悪魔の真の姿も見える。
悪魔の爪＋2
スナークがディモナからもらったアイテム。ケーキ作りにも殺人にも使える重宝な義手。「＋2」は手に入れるのに苦労する超レアアイテムで契約者の寿命もかなり短くなる。
コデックスホテル
ホロンが島に気まぐれで建てたホテル。666階建ての世界一高い建築物で、ヴォイニッチホテルの経営を脅かしたが、ホロンがエレナに敗れた後、最初から無かったことになる。

## 書誌情報
- 道満晴明 『ヴォイニッチホテル』 秋田書店〈ヤングチャンピオン烈コミックス〉、全3巻
  1. 2010年11月19日発売、ISBN 978-4-253-25571-4
  2. 2013年02月20日発売、ISBN 978-4-253-25572-1
  3. 2015年05月20日発売、ISBN 978-4-253-25573-8